# Sten Bønsing
Sten Bønsing (født 23. februar 1970) er professor ved Juridisk Institut ved Aalborg Universitet. Hans forskningsområde er først og fremmest forvaltningsret, embedsmænds pligter og ansvar, korruption og digitalisering af forvaltningen. Sten Bønsing er initiativtager og hovedansvarlig for en årlig juridisk konference med fokus på forvaltningsretlige emner. Den er i dag Danmarks største juridiske konference til dato.

## Uddannelse og karriere
Sten Bønsing er Ph.D. i jura (2001) fra Aalborg Universitet. Hans Ph.D.-afhandling behandlede dels brancheforeningers kodeks for god forretningsskik, og dels erhvervsdrivendes retsstilling, når de indklages for klagenævn (f.eks. Advokatnævn, Revisornævn, Landinspektørnævn m.v.). Han er uddannet erhvervsjurist (cand.merc.jur) (1996) også fra Aalborg Universitet.
Han har siden været ansat ved Aalborg Universitet. Fra 2018 som professor. Han har desuden været studieleder ved Juridisk Institut (2007-2009), studienævnsformand (2010-2012) og medlem af Juridisk Studienævn (2001-2024). Fra 2014 til 2022 (ca. 8½ år) var han videnjurist (deltid) hos Advokatfirmaet HjulmandKaptain.
Sten Bønsing er viceinstitutleder og studieleder på Juridisk Institut, Aalborg Universitet (2022-).

Sten Bønsing er bestyrelsesmedlem i Forening for Kommunalret og Forvaltningsret i Danmark, Medlem af Djøfs Jurapanel og formand for rektors rådgivende valgudvalg ved Aalborg Universitet. Han har været National Ekspert udpeget af Europa-Kommissionen vedr. korruptionsanalyse (2019-2021). Har var formand for Juridisk Forening i Aalborg fra 2019-2022. Han er en af de mest anvendte forskere, som medierne bruger til ekspertudtalelser og kommentering på offentligretlige spørgsmål.
I 2018 tog Sten Bønsing initiativ til en forvaltningsretlig konference, der de første gange blev afholdt hvert andet år (2018, 2020, 2022 og 2024) men fra 2024 hvert år. Konferencen er Danmarks største juridiske konference med omkring 1100 deltager og har fokus på forvaltningsret, klimaret, miljøret, socialret og digital forvaltning.

## Anerkendelser
Sten Bønsing er blevet kåret som Årets Underviser en række gange gennem sin karriere:
- 2019, Årets Underviser, Juridisk Studienævn, Aalborg Universitet
- 2019, Årets Underviser på Jura- og Erhvervsjurastudierne på Aalborg Universitet
- 2018, Årets Underviser på Jura- og Erhvervsjurastudierne på Aalborg Universitet
- 2016, Årets Underviser på Jura og Erhvervsjurastudiet på Aalborg Universitet
- 2008, Årets Underviser på Aalborg Universitet
- 2008, Årets underviser på Det Samfundsvidenskabelige Fakultet, Aalborg Universitet

## Publikationer
Blandt de mest omtalte og anerkendte forskningsresultater kan nævnes:
- Bestikkelse og gaver til offentligt ansatte (bl.a. publiceret i Ugeskrift for Retsvæsen, 2010 B side 333 ff. ”Uberettigede gaver til offentligt ansatte – en forvaltningsretlig og strafferetlig analyse” – sammen med professor Lars Bo Langsted)
- Sandhedspligt og vildledningsforbud for offentligt ansatte (publiceret i Ugeskrift for Retsvæsen B side 376 ff. ”Når sandheden skal frem – om sandhedspligten og vildledningsforbuddet”)
- Embedsmænds pligter (publiceret i Ugeskrift for Retsvæsen 2016 B side 33 ff. ”Embedsmænds pligter – en kommentar til ”kodex VII – Syv centrale pligter for embedsmænd i centraladministrationen”)
- Offentligt ansattes straffeansvar (bl.a. publiceret i Festskrift til Jens Peter Christensen (red. Børge Dahl m.fl.), Djøf Forlag, 2016, side 505 ”Det strafferetlige stillingsmisbrug – om straffelovens § 155” og I forskningens og formidlingens tjeneste, Ex Tuto Publishing, 2018, side 65 ”Rødvinssagen i Farum – en straffesag fyldt med forvaltningsret og embedsmisbrug”)